# Ejido Dolores
Ejido Dolores es una localidad del estado mexicano de Guanajuato. Es parte del municipio de Dolores Hidalgo.

## Demografía
| Censo | Población |
| ----- | --------- |
| 2000  | 352       |
| 2010  | 795       |
| 2020  | 1 368     |